# جالب حظ
تميمة أو جالب حظ (بالإنجليزية: Mascot)‏ هو أي شخص أو حيوان أو كائن يعتقد أنه يجلب الحظ أو أي شيء يستخدم لتمثيل مجموعة ذات هوية عامة كمدرسة، فريق رياضي، وحدة عسكرية أو اسم علامة تجارية. من أمثلتها الأرنب المستخدم في الدعاية والتسويق لحبوب الإفطار التي تنتجها جنرال ميلز باسم "تريكس"، وكذلك الدب القطبي كنوت الذي اشتهر في برلين.

## معرض الصور

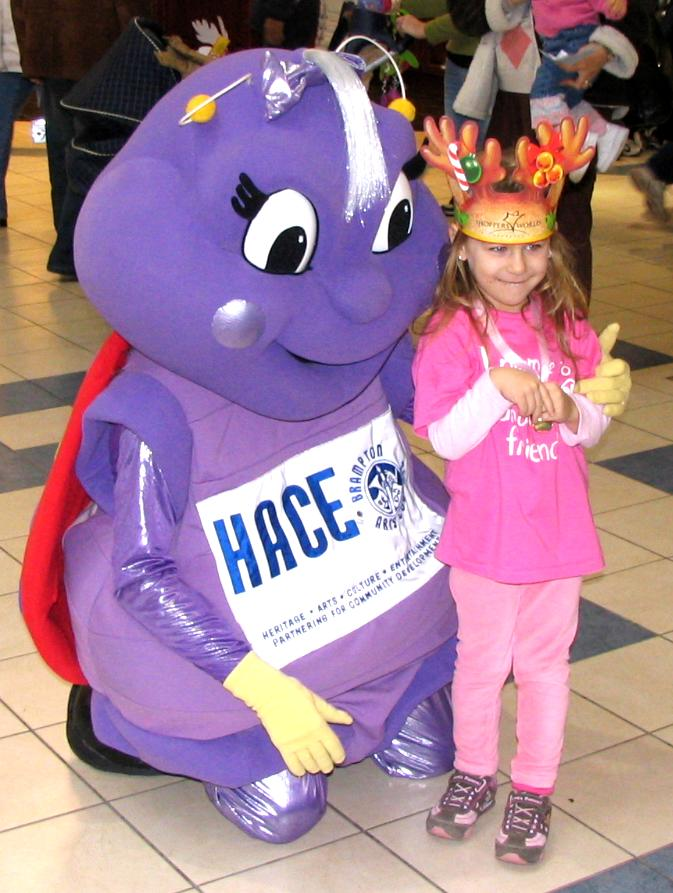
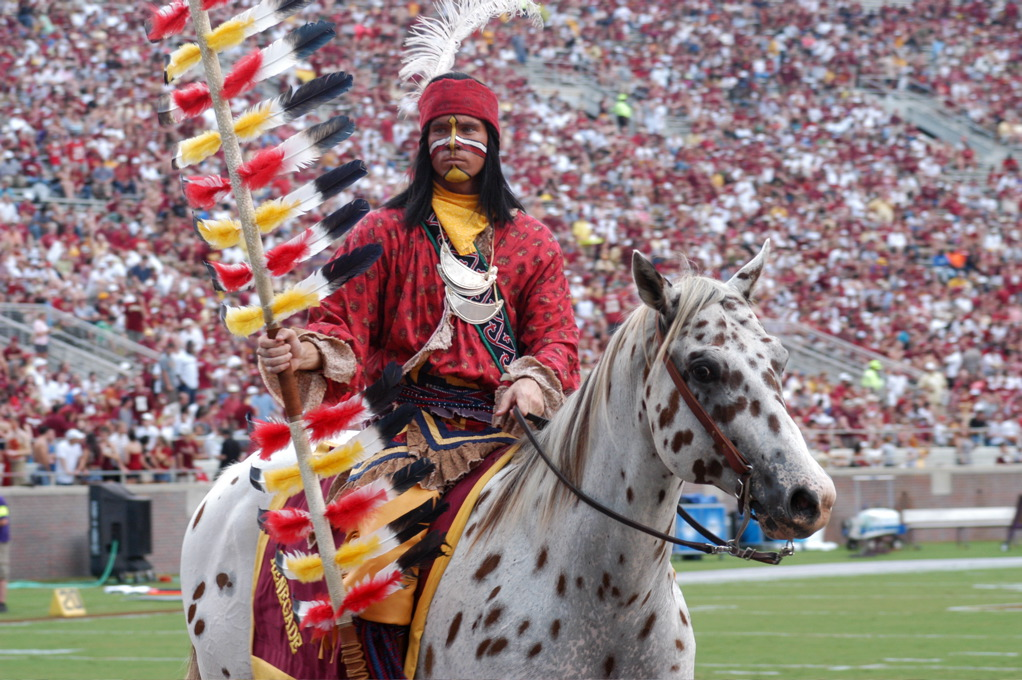
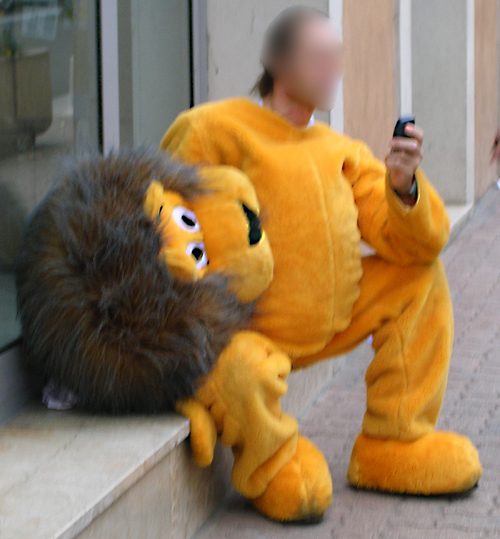